# Clark's Harbour (Nova Escócia)
Clark's Harbour é um município localizado na província da Nova Escócia, no leste do Canadá.  Sua população é de 758 habitantes.